# Relações entre Alemanha e Cuba
As relações entre a Alemanha e Cuba são as relações internacionais estabelecidas entre os governos de Havana e Berlim. No nível diplomático, as relações germano-cubanas até a reunificação alemã foram caracterizadas por tensões entre a relação próxima com a RDA socialista, por um lado, e a atitude crítica em relação à República Federal da Alemanha, por outro. A primeira embaixada da RDA no continente americano foi em Cuba, a partir de 12 de janeiro de 1963. A República Federal da Alemanha retirou então seu embaixador de Cuba e rompeu relações diplomáticas. Hoje, Cuba mantém uma embaixada em Berlim e a Alemanha mantém uma embaixada em Havana. Em 2015, Frank-Walter Steinmeier se tornou o primeiro ministro das Relações Exteriores alemão a visitar Cuba.

## História e política
O explorador alemão Alexander von Humboldt viajou para Cuba em 1801 e 1804. Até hoje, ele é altamente homenageado na ilha como o "segundo descobridor de Cuba", principalmente por sua postura enérgica contra a escravidão.  No passado, Cuba também foi repetidamente um destino para emigrantes alemães, que moldaram a ilha de várias maneiras.

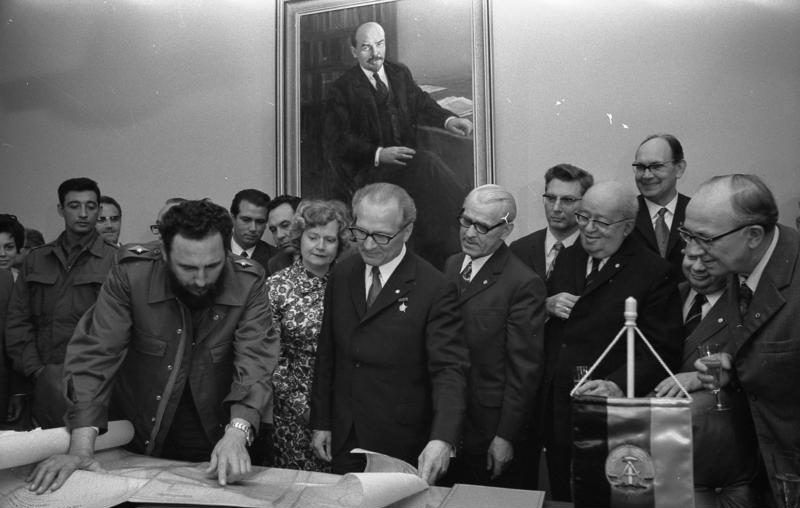
Fidel Castro e Erich Honecker em Berlim em 1972.

Após a Revolução Cubana de 1959, as relações germano-cubanas foram moldadas pelo confronto Leste-Oeste da Guerra Fria até à reunificação alemã.
Por um lado, havia a atitude distante e crítica da República Federal da Alemanha com sede em Bonn. Por outro lado, a RDA socialista mantinha uma relação estreita com a Cuba socialista. Vários acordos permitiram o intercâmbio de milhares de estudantes e trabalhadores cubanos para a Alemanha Oriental, que tinham experiências muito diferentes. Todos os contratos eram limitados a um máximo de cinco anos. A maioria dos trabalhadores cubanos vivia na Saxônia e Saxônia-Anhalt, e os estudantes estavam principalmente nas universidades de Berlim e Dresden.
Após a reunificação da Alemanha, as relações germano-cubanas permaneceram difíceis; fases de tensão alternaram-se com períodos de esforços cooperativos. A melhoria das relações germano-cubanas ao longo do tempo refletiu-se na visita do então Ministro Federal das Relações Exteriores, Frank-Walter Steinmeier, a Cuba em 2015, que sinalizou uma reaproximação e intensificação das relações bilaterais.  Ambos os lados expressaram interesse em expandir ainda mais a cooperação, apesar das diferenças de opinião sobre vários aspetos importantes, como o Estado de direito e os direitos humanos.

## Embaixadas

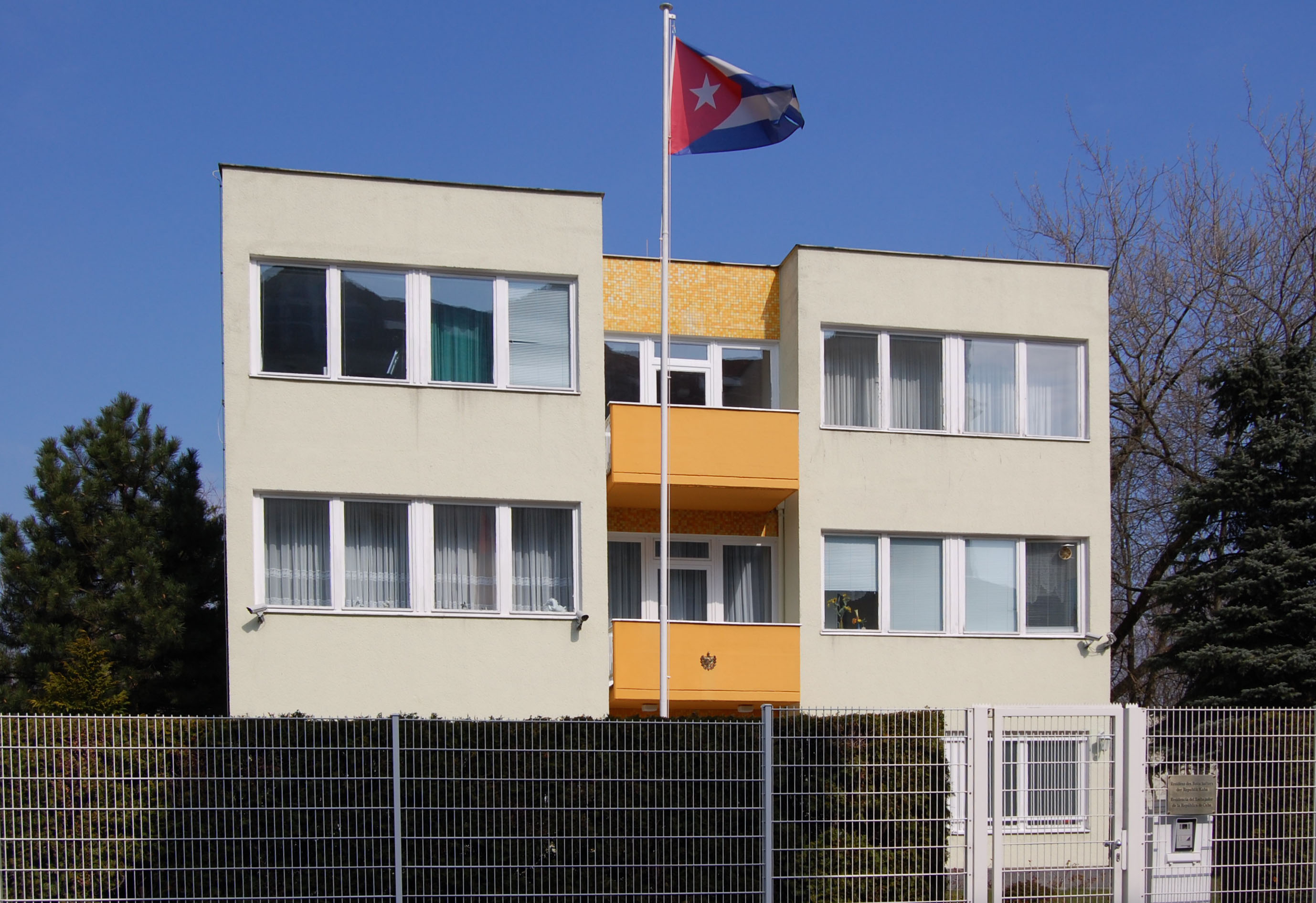
A embaixada de Cuba em Berlim.

A entrada em Cuba para fins turísticos com estadia de até 30 dias só é possível com um visto na forma do chamado "cartão de turista", que, juntamente com o passaporte, serve como entrada. Os cartões de turista devem ser adquiridos antes da entrada. Para estadias mais longas ou para fins não-turísticos, é necessário um visto, que deve ser solicitado na missão diplomática cubana no país de origem. Para isso, poderá ser necessário um convite.
Cidadãos cubanos que desejam vir para a Alemanha precisam, além do requerimento pessoal do visitante na Embaixada da Alemanha em Cuba, de um pedido de visto Schengen, juntamente com o passaporte. Do lado alemão, alguns procedimentos administrativos também são necessários. Por exemplo, é necessário obter uma declaração de compromisso e providenciar seguro-saúde ou de viagem.

## Negócios
As relações econômicas e o investimento direto alemão são baixos. Para promover as relações econômicas, o Escritório Alemão para a Promoção do Comércio e do Investimento foi oficialmente inaugurado em outubro de 2018. O acordo de reescalonamento da dívida germano-cubana oferece garantias de crédito à exportação para promover o comércio exterior desde 2002. A Alemanha está particularmente representada em Cuba nos setores de energia e saúde e, com aproximadamente 250.000 visitantes anuais, representa o terceiro maior grupo de turistas.
Em 2018, o saldo da balança comercial externa foi de € 279,4 milhões, dos quais € 227,8 milhões foram exportados para Cuba (máquinas, produtos químicos e farmacêuticos, produtos plásticos, tecnologia médica, veículos automotores e peças de reposição). As importações totalizaram € 51,6 milhões (bebidas alcoólicas, confeitaria, tabaco, sucos de frutas e vegetais).

## Cultura

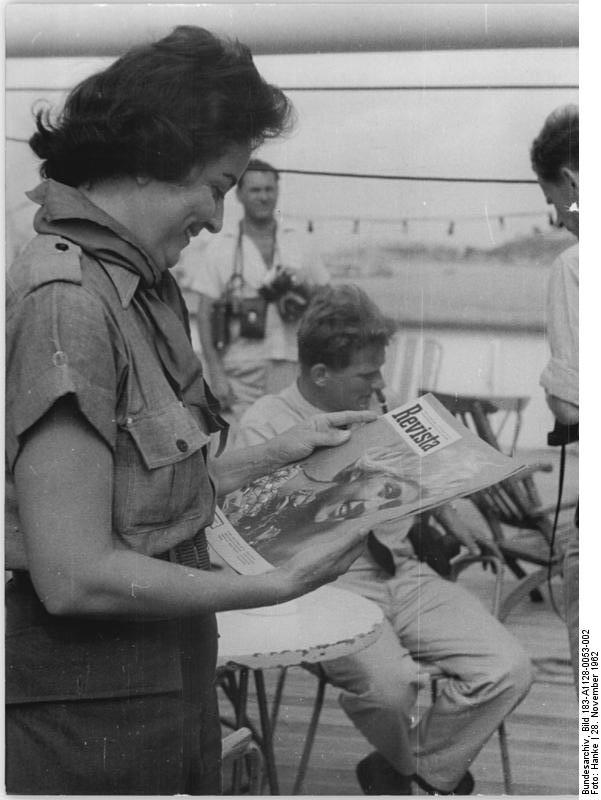
A jovem cubana Gloria Rodriguez lê com interesse a revista em espanhol "Revista", publicada na RDA, no navio Völkerfreundschaft (Amizade entre as Nações), durante o bloqueio naval dos EUA. A tripulação e 550 passageiros desembarcou em Havana em 27 de outubro de 1962.

A cultura desempenha um papel crucial na abertura cautelosa do país por Cuba. Especialmente à luz das diferenças ideológicas nas relações políticas, a política cultural e educacional estrangeira desempenha um papel importante nas relações germano-cubanas. Embora ainda não tenha sido concluído nenhum acordo cultural germano-cubano, existe uma ampla rede de iniciativas para o intercâmbio cultural e a cooperação em ciência e pesquisa.  No entanto, a planejada abertura de um Goethe-Institut em Havana não se concretizou; o Goethe-Institut continua a operar apenas no âmbito da Embaixada da Alemanha.
O Serviço Alemão de Intercâmbio Acadêmico (DAAD) possui um programa abrangente de financiamento individual e de projetos e é representado por um professor da Universidade de Havana. No outono de 2018, a 16ª Escola de Verão de Economia anual foi realizada em cooperação entre a Universidade Humboldt de Berlim e a Universidade de Havana.
A Alemanha participa de grandes eventos culturais internacionais em Cuba, como a feira do livro, as Semanas de Teatro Alemão e a criação de uma série alemã dentro do Festival Internacional do Novo Cinema Latino-Americano. Também são importantes o intercâmbio e a rede prática de profissionais culturais cubanos com a cena cultural alemã, particularmente nas áreas de teatro, cinema e música. Uma série de eventos está planejada para marcar o 250º aniversário de Alexander von Humboldt e o 500º aniversário da fundação da capital Havana em 2019. Entre outras coisas, uma exposição permanente sobre Alexander von Humboldt será inaugurada na restaurada Casa Humboldt em Havana.

## Cooperação para o desenvolvimento
A cooperação bilateral governamental para o desenvolvimento foi descontinuada em 2003 por iniciativa de Cuba e ainda não foi retomada. Diversas organizações não-governamentais alemãs atuam em Cuba, principalmente nas áreas de abastecimento de energia e água, bem como na educação de adultos. A Embaixada também apoia microprojetos em cooperação com parceiros locais.

## Literatura
- Wulffen, Bernd (2006). Eiszeit in den Tropen – Botschafter bei Fidel Castro [A Era Glacial nos Trópicos – Embaixador de Fidel Castro] (em alemão). Berlim: Ch. Links. 320 páginas. ISBN 978-3-861-53406-8. OCLC 181568289
- Niese, Steffen (2010). Die deutsche Kuba-Politik nach 1990: Bilanz und Perspektiven [Política alemã para Cuba após 1990: revisão e perspectivas]. Col: PapyRossa-Hochschulschriften, 84 (em alemão). Köln: PapyRossa-Verlag. 125 páginas. ISBN 978-3894384364. OCLC 506484572
- Niese, Steffen (2012). La política alemana hacia Cuba a partir de 1990: Balance y perspectivas (em espanhol). Köln: PapyRossa-Verlag. 125 páginas. ISBN 978-3894384814. OCLC 778160090